# 2-methylpentaan
2-methylpentaan of isohexaan is een niet-lineair alkaan met als brutoformule C6H14. Het is een kleurloze vloeistof, die onder atmosferische druk kookt bij 61 °C.
2-methylpentaan komt voor in aardolie. Het kan ook bekomen worden door isomerisatie van n-hexaan.

## Isomeren
Doordat deze stof zes koolstofatomen heeft, zijn er ook een aantal isomeren mogelijk:
- 2,2-dimethylbutaan
- 2,3-dimethylbutaan
- 3-methylpentaan
- n-hexaan

## Toepassingen
2-methylpentaan kent toepassingen als oplosmiddel en als reinigingsmiddel.